# Tùng Sơn, Xích Phong
Tùng Sơn (giản thể: 松山区; phồn thể: 松山區; bính âm: Sōngshān Qū) là một khu (quận) của địa cấp thị Xích Phong, khu tự trị Nội Mông Cổ, Trung Quốc.

### Nhai đạo
| - Chấn Hưng 振兴街道 - Hướng Dương 向阳街道 - Tùng Châu 松州街道 - Thiết Đông 铁东街道 | - Ngọc Long 玉龙街道 - Phú Hà 富河街道 - Hưng An 兴安街道 - Toàn Ninh 全宁街道 |

### Trấn
| - Mục Gia Doanh Tử (穆家营子镇) - Sơ Đầu Lãng (初头朗镇) - Đại Miếu (大庙镇) - Vương Phủ (王府镇) - Lão Phủ (老府镇) | - Cáp Lạp (哈拉道口镇) - Thượng Quan Địa (上官地镇) - An Khánh (安庆镇) - Thái Bình Địa (太平地镇) |

### Hương
- Hạ Gia Điếm (夏家店乡)
- Thành Tử (城子乡)
- Đại Phu Doanh Tử (大夫营子乡)
- Cương Tử (岗子乡

### Hương dân tộc
- Hương dân tộc Mãn-Đang Phố Địa (当铺地满族乡)